# Contact (roman)
Contact is een sciencefictionroman uit 1985 geschreven door schrijver en wetenschapper Carl Sagan. 
Het thema is mogelijke communicatie tussen de mensheid en technologisch geavanceerd buitenaards leven. Het verhaal in het boek gaat over de speurtocht van astronome Ellie Arroway naar buitenaardse intelligentie, en ook over de zin en het doel van haar, en ons, bestaan. Uiteindelijk vangt ze een boodschap op van een beschaving die ergens bij de ster Vega moet huizen. De boodschap blijkt een bouwplan te bevatten voor een machine waarmee een wormgat kan worden opgewekt om daardoor naar Vega te reizen. Het boek werd verfilmd in 1997 met Jodie Foster in de hoofdrol. Er is een aantal afwijkingen in de film ten opzichte van het boek. Zo worden in het boek drie machines gebouwd, gaan er vijf mensen met de machine op reis en heeft Ellie een affaire met ene den Heer, een adviseur van de President. Verder speelt het getal pi een belangrijke rol in het boek en geen enkele in de film. Aan het eind van het boek wordt een versleutelde boodschap ontdekt in de oneindige reeks decimalen van het getal pi, zeer ver achter de komma. Dit toont aan dat er niet alleen intelligent leven buiten de Aarde is maar dat het universum zelf ontworpen schijnt te zijn door een hogere intelligentie: Intelligent Design.